# ديريك كاراكتير
ديريك كاراكتير (بالإنجليزية: Derrick Caracter)‏ مواليد 4 مايو 1988 في نيوجيرسي، هو لاعب كرة سلة أمريكي بدأ مسيرته الاحترافية في سنة 2010 حيث تم اختياره من قبل فريق لوس أنجلوس ليكرز خلال الدرافت،. يبلغ طوله 6 قدم 9 بوصة (2.1 م).

## فرق لعب لها
- لوس أنجلوس ليكرز
- فلامنغو لكرة السلة

## إحصائيات المسيرة

### الموسم الاعتيادي
| السنة   | الفريق           | لعب | بدأ | دقيقة | ميداني% | ثلاثية | حرة  | ارتداد | صنع | استلاب | تصدي | نقطة |
| ------- | ---------------- | --- | --- | ----- | ------- | ------ | ---- | ------ | --- | ------ | ---- | ---- |
| 2010–11 | لوس أنجلوس ليكرز | 41  | 0   | 5.2   | .485    | .000   | .739 | 1.0    | .2  | .1     | .2   | 2.0  |
| المسيرة |                  | 41  | 0   | 5.2   | .485    | .000   | .739 | 1.0    | .2  | .1     | .2   | 2.0  |

## روابط خارجية
- ديريك كاراكتير على موقع إن بي أي (الإنجليزية)
- ديريك كاراكتير على موقع دوري السوبر التايواني لكرة السلة (الصينية)
- ديريك كاراكتير على موقع سبورتس رفرنس (الإنجليزية)
- ديريك كاراكتير على موقع كرة السلة الأوروبية.كوم (الإنجليزية)
- ديريك كاراكتير على موقع إي إس بي إن.كوم (الإنجليزية)
- ديريك كاراكتير على موقع كلية كرة السلة في سبورتس رفرنس.كوم (الإنجليزية)
- ديريك كاراكتير على موقع ريلجم (الإنجليزية)
- ديريك كاراكتير على موقع بروبوليرز (الإنجليزية)
- ديريك كاراكتير على موقع سبورتس رفرنس (الإنجليزية)